# Normaal-waarschijnlijkheidspapier
Normaal-waarschijnlijkheidspapier is een grafisch hulpmiddel waarmee kan worden nagegaan of waarnemingen mogelijk uit een normale verdeling afkomstig zijn. 
Het papier is een vorm van grafiekenpapier waarvan de schaalverdeling langs de verticale as zodanig is dat bij het uitzetten van kwantielen van een normale verdeling een rechte lijn ontstaat. Als langs de horizontale as waarnemingen worden  uitgezet en langs de verticale as de bijbehorende cumulatieve relatieve frequenties, en de waarnemingen stammen uit een normale verdeling, dan zullen de punten min of meer op een rechte lijn liggen. Omgekeerd zal men, als de uitgezette punten min of meer op een rechte lijn liggen, concluderen dat de waarnemingen zeer waarschijnlijk uit een normale verdeling afkomstig zijn. Dit werd vroeger geregeld toegepast. Tegenwoordig wordt hier meestal een computer voor gebruikt. De meeste statistische pakketten bieden de mogelijkheid een zogeheten Q-Q-plot te tekenen voor verscheidene verdelingen. Voor een normale verdeling komt dit neer op het weergeven op normaal-waarschijnlijkheidspapier.
Het gebruik van normaal-waarschijnlijkheidspapier behoort tot het examenprogramma van wiskunde A en wiskunde C op het vwo.

## Voorbeeld
Als voorbeeld zijn voor de normale verdeling met μ = 100 en σ = 20 de kansen
{\displaystyle \Phi \left({\frac {x-\mu }{\sigma }}\right)={\frac {1}{\sigma {\sqrt {2\pi }}}}\int _{-\infty }^{x}e^{-{\frac {(t-\mu )^{2}}{2\sigma ^{2}}}}\mathrm {d} t}
uitgezet tegen {\displaystyle x}; er ontstaat een rechte lijn.